# Công giáo tại Síp
Giáo hội Công giáo ở Síp là một phần của Giáo hội Công giáo Hoàn vũ, dưới sự lãnh đạo tinh thần của Giáo hoàng ở Roma.

## Tổng quát
Có khoảng 10.000 tín hữu Công giáo ở Síp, tương ứng với hơn 1% tổng dân số. Hầu hết các tín đồ Công giáo đều là người Maronite Cypriots, dưới quyền Joseph Segeif Archartch thuộc Giáo phận Công giáo Maronite của Síp, hay nghi lễ Latin dưới quyền Thượng phụ La-tinh của Jerusalem và một vị Đại diện Thượng phụ. Tòa Thượng phụ Latinh cho Síp có bốn giáo xứ:
Giáo xứ Thánh giá ở Nicosia, ở Kyrenia, miền Bắc Síp.
Nhà thờ St. Mary of Graces ở Larnaca.
Nhà thờ Công giáo Thánh Catherine ở Limassol.
Nhà thờ Công giáo St. Paul ở Pafos.
Dòng Các chị em của Thánh Bruno và Bethlehem có một tu viện nhỏ tại Mesa Chorio do linh mục giáo xứ của Paphos cai quản. Một nhà tế bần mới được xây dựng cung cấp dịch vụ chăm sóc sức khỏe, bất kể quốc tịch hay tôn giáo.
Ngoài ra, Công giáo còn có sự hiện diện thông qua nhà nguyện và nhà nguyện phục vụ nhân viên quân sự Anh, nhân viên và người phụ thuộc trong các khu vực có chủ quyền của hòn đảo được thành lập vào năm 1960.

## Địa điểm thiêng liêng ở Síp
Nhiều nơi trong số các địa điểm tôn giáo ở Síp có thể được bắt nguồn từ nền tảng thời kỳ tiền Byzantine, được xây dựng trước Ly giáo Đông-Tây giữa Roma và Constantinople vào thế kỷ thứ 11. Kiến trúc và biểu tượng của họ cho thấy một ảnh hưởng sâu sắc đến truyền thống xây dựng giáo hội vẫn còn được sử dụng trong Giáo hội Chính thống Síp. Trong thời Trung Cổ, Síp được cai trị bởi một tầng lớp quý tộc Frankish, triều đại Lusignan. Họ ủng hộ phong cách Gothic khi xây dựng các thánh đường và tu viện. Tu viện trưởng Công giáo Augustinô của Bellapais gần Kyrenia đã được chuyển giao cho các nhà chức trách Giáo hội Chính thống khi người Ottoman chinh phục Síp vào cuối thế kỷ 16. Các nhà thờ Gothic khác đã được chuyển đổi thành nhà thờ Hồi giáo, ví dụ Nhà thờ Saint Sophia, bây giờ là Nhà thờ Hồi giáo Selimiye (Nicosia), và Nhà thờ Saint Nicholas ở Famagusta, nay là Nhà thờ Hồi giáo Lala Mustafa Pasha.